# Skilanglauf-Scandinavian-Cup 2017/18
Der Skilanglauf-Scandinavian-Cup 2017/18 war eine von der FIS organisierte Wettkampfserie, die zum Unterbau des Skilanglauf-Weltcups 2017/18 gehörte. Sie begann am 15. Dezember 2017 in Vuokatti und endete am 25. Februar 2018 in Trondheim. Die Gesamtwertung der Männer gewann Martin Løwstrøm Nyenget; bei den Frauen wurde Tiril Udnes Weng Erste in der Gesamtwertung.

## Männer

### Resultate
| 1. Scandinavian Cup in Vuokatti, 15. bis 17. Dezember 2017 | 1. Scandinavian Cup in Vuokatti, 15. bis 17. Dezember 2017 | 1. Scandinavian Cup in Vuokatti, 15. bis 17. Dezember 2017 | 1. Scandinavian Cup in Vuokatti, 15. bis 17. Dezember 2017 | 1. Scandinavian Cup in Vuokatti, 15. bis 17. Dezember 2017 |
| ---------------------------------------------------------- | ---------------------------------------------------------- | ---------------------------------------------------------- | ---------------------------------------------------------- | ---------------------------------------------------------- |
| Datum                                                      | Disziplin                                                  | Erster Platz                                               | Zweiter Platz                                              | Dritter Platz                                              |
| 15. Dezember 2017                                          | 15 km Freistil                                             | Daniel Stock                                               | Sindre Bjørnestad Skar                                     | Jan Thomas Jenssen                                         |
| 16. Dezember 2017                                          | Sprint Freistil                                            | Sindre Bjørnestad Skar                                     | Jan Thomas Jenssen                                         | Karl-Johan Westberg                                        |
| 17. Dezember 2017                                          | 15 km klassisch                                            | Ristomatti Hakola                                          | Martin Løwstrøm Nyenget                                    | Chris Andre Jespersen                                      |

| 2. Scandinavian Cup in Piteå, 5. bis 7. Januar 2018 | 2. Scandinavian Cup in Piteå, 5. bis 7. Januar 2018 | 2. Scandinavian Cup in Piteå, 5. bis 7. Januar 2018 | 2. Scandinavian Cup in Piteå, 5. bis 7. Januar 2018 | 2. Scandinavian Cup in Piteå, 5. bis 7. Januar 2018 |
| --------------------------------------------------- | --------------------------------------------------- | --------------------------------------------------- | --------------------------------------------------- | --------------------------------------------------- |
| Datum                                               | Disziplin                                           | Erster Platz                                        | Zweiter Platz                                       | Dritter Platz                                       |
| 5. Januar 2018                                      | Sprint klassisch                                    | Eirik Brandsdal                                     | Mattis Stenshagen                                   | Teodor Peterson                                     |
| 6. Januar 2018                                      | 15 km Freistil                                      | Eirik Sverdrup Augdal                               | Simen Andreas Sveen                                 | Daniel Stock                                        |
| 7. Januar 2018                                      | 30 km klassisch Massenstart                         | Mattis Stenshagen                                   | Martin Løwstrøm Nyenget                             | Johan Hoel                                          |

| 3. Scandinavian Cup in Trondheim, 23. bis 25. Februar 2018 | 3. Scandinavian Cup in Trondheim, 23. bis 25. Februar 2018 | 3. Scandinavian Cup in Trondheim, 23. bis 25. Februar 2018 | 3. Scandinavian Cup in Trondheim, 23. bis 25. Februar 2018 | 3. Scandinavian Cup in Trondheim, 23. bis 25. Februar 2018 |
| ---------------------------------------------------------- | ---------------------------------------------------------- | ---------------------------------------------------------- | ---------------------------------------------------------- | ---------------------------------------------------------- |
| Datum                                                      | Disziplin                                                  | Erster Platz                                               | Zweiter Platz                                              | Dritter Platz                                              |
| 23. Februar 2018                                           | Sprint Freistil                                            | Sindre Bjørnestad Skar                                     | Erik Valnes                                                | Jan Thomas Jenssen                                         |
| 24. Februar 2018                                           | 10 km klassisch                                            | Pål Golberg                                                | Eirik Brandsdal                                            | Johan Hoel                                                 |
| 25. Februar 2018                                           | 15 km Verfolgung Freistil                                  | Eirik Sverdrup Augdal                                      | Magne Haga                                                 | Per Kristian Nygård                                        |
| 23.–25. Februar 2018                                       | Gesamtwertung Minitour                                     | Magne Haga                                                 | Eirik Sverdrup Augdal                                      | Mathias Rundgreen                                          |

### Gesamtwertung Männer
| Rang | Name                    | Punkte |
| ---- | ----------------------- | ------ |
| 1.   | Martin Løwstrøm Nyenget | 301    |
| 2.   | Eirik Sverdrup Augdal   | 283    |
| 3.   | Daniel Stock            | 275    |
| 4.   | Johan Hoel              | 274    |
| 5.   | Sindre Bjørnestad Skar  | 258    |
| 6.   | Mathias Rundgreen       | 238    |
| 7.   | Mattis Stenshagen       | 206    |
| 8.   | Per Kristian Nygård     | 155    |
| 9.   | Jan Thomas Jenssen      | 148    |
| 10.  | Erik Valnes             | 147    |
| 11.  | Eirik Brandsdal         | 140    |

| Rang | Name                | Punkte |
| ---- | ------------------- | ------ |
| 12.  | Emil Nyeng          | 139    |
| 13.  | Gjøran Tefre        | 130    |
| 14.  | Ole Jørgen Bruvoll  | 120    |
| 15.  | Magne Haga          | 117    |
| 16.  | Simen Andreas Sveen | 113    |
| 17.  | Espen Udjus Frorud  | 110    |
| 18.  | Gaute Kvåle         | 107    |
| 19.  | Fredrik Riseth      | 106    |
| 19.  | Petter Stakston     | 106    |
| 21.  | Joachim Aurland     | 102    |
| 22.  | Chris Jespersen     | 101    |

| Rang | Name                      | Punkte |
| ---- | ------------------------- | ------ |
| 23.  | Vebjørn Turtveit          | 97     |
| 24.  | Pål Trøan Aune            | 88     |
| 25.  | Thomas Bucher-Johannessen | 82     |
| 25.  | Magnus Stensås            | 82     |
| 27.  | Björn Sandström           | 77     |
| 28.  | Pål Golberg               | 66     |
| 29.  | Viktor Thorn              | 64     |
| 30.  | Mikael Gunnulfsen         | 60     |
| 30.  | Anssi Pentsinen           | 60     |

## Frauen

### Resultate
| 1. Scandinavian Cup in Vuokatti, 15. bis 17. Dezember 2017 | 1. Scandinavian Cup in Vuokatti, 15. bis 17. Dezember 2017 | 1. Scandinavian Cup in Vuokatti, 15. bis 17. Dezember 2017 | 1. Scandinavian Cup in Vuokatti, 15. bis 17. Dezember 2017 | 1. Scandinavian Cup in Vuokatti, 15. bis 17. Dezember 2017 |
| ---------------------------------------------------------- | ---------------------------------------------------------- | ---------------------------------------------------------- | ---------------------------------------------------------- | ---------------------------------------------------------- |
| Datum                                                      | Disziplin                                                  | Erster Platz                                               | Zweiter Platz                                              | Dritter Platz                                              |
| 15. Dezember 2017                                          | 10 km Freistil                                             | Tiril Udnes Weng                                           | Lovise Heimdal                                             | Silje Øyre Slind                                           |
| 16. Dezember 2017                                          | Sprint Freistil                                            | Tiril Udnes Weng                                           | Silje Øyre Slind                                           | Amalie Håkonsen Ous                                        |
| 17. Dezember 2017                                          | 10 km klassisch                                            | Johanna Matintalo                                          | Anna Svendsen                                              | Katri Lylynperä                                            |

| 2. Scandinavian Cup in Piteå, 5. bis 7. Januar 2018 | 2. Scandinavian Cup in Piteå, 5. bis 7. Januar 2018 | 2. Scandinavian Cup in Piteå, 5. bis 7. Januar 2018 | 2. Scandinavian Cup in Piteå, 5. bis 7. Januar 2018 | 2. Scandinavian Cup in Piteå, 5. bis 7. Januar 2018 |
| --------------------------------------------------- | --------------------------------------------------- | --------------------------------------------------- | --------------------------------------------------- | --------------------------------------------------- |
| Datum                                               | Disziplin                                           | Erster Platz                                        | Zweiter Platz                                       | Dritter Platz                                       |
| 5. Januar 2018                                      | Sprint klassisch                                    | Lotta Udnes Weng                                    | Jonna Sundling                                      | Charlotte Kalla                                     |
| 6. Januar 2018                                      | 10 km Freistil                                      | Charlotte Kalla                                     | Kari Øyre Slind                                     | Ebba Andersson                                      |
| 7. Januar 2018                                      | 20 km klassisch Massenstart                         | Johanna Matintalo                                   | Charlotte Kalla                                     | Ebba Andersson                                      |

| 3. Scandinavian Cup in Trondheim, 23. bis 25. Februar 2018 | 3. Scandinavian Cup in Trondheim, 23. bis 25. Februar 2018 | 3. Scandinavian Cup in Trondheim, 23. bis 25. Februar 2018 | 3. Scandinavian Cup in Trondheim, 23. bis 25. Februar 2018 | 3. Scandinavian Cup in Trondheim, 23. bis 25. Februar 2018 |
| ---------------------------------------------------------- | ---------------------------------------------------------- | ---------------------------------------------------------- | ---------------------------------------------------------- | ---------------------------------------------------------- |
| Datum                                                      | Disziplin                                                  | Erster Platz                                               | Zweiter Platz                                              | Dritter Platz                                              |
| 23. Februar 2018                                           | Sprint Freistil                                            | Anne Kjersti Kalvå                                         | Jonna Sundling                                             | Tiril Udnes Weng                                           |
| 24. Februar 2018                                           | 5 km klassisch                                             | Thea Krokan Murud                                          | Frida Karlsson                                             | Mari Eide                                                  |
| 25. Februar 2018                                           | 10 km Verfolgung Freistil                                  | Susanna Saapunki                                           | Silje Øyre Slind                                           | Frida Karlsson                                             |
| 25. Februar 2018                                           | Gesamtwertung Minitour                                     | Tiril Udnes Weng                                           | Anne Kjersti Kalvå                                         | Frida Karlsson                                             |

### Gesamtwertung Frauen
| Rang | Name                | Punkte |
| ---- | ------------------- | ------ |
| 1.   | Tiril Udnes Weng    | 302    |
| 2.   | Lotta Udnes Weng    | 264    |
| 3.   | Jonna Sundling      | 240    |
| 4.   | Silje Øyre Slind    | 233    |
| 5.   | Maja Dahlqvist      | 210    |
| 6.   | Anna Svendsen       | 187    |
| 7.   | Silje Theodorsen    | 182    |
| 8.   | Amalie Håkonsen Ous | 167    |
| 9.   | Johanna Matintalo   | 160    |
| 10.  | Anne Kjersti Kalvå  | 154    |

| Rang | Name                     | Punkte |
| ---- | ------------------------ | ------ |
| 11.  | Frida Karlsson           | 147    |
| 12.  | Moa Molander Kristiansen | 146    |
| 13.  | Susanna Saapunki         | 141    |
| 14.  | Charlotte Kalla          | 139    |
| 15.  | Mari Eide                | 136    |
| 16.  | Julie Myhre              | 133    |
| 17.  | Emilie Kristoffersen     | 132    |
| 18.  | Ebba Andersson           | 116    |
| 19.  | Maria Nordström          | 114    |
| 20.  | Lovise Heimdal           | 111    |

| Rang | Name                  | Punkte |
| ---- | --------------------- | ------ |
| 21.  | Thea Krokan Murud     | 110    |
| 22.  | Marte Mæhlum Johansen | 102    |
| 23.  | Lisa Vinsa            | 101    |
| 24.  | Lovia Modig           | 96     |
| 25.  | Jennie Öberg          | 95     |
| 26.  | Anne Kyllönen         | 93     |
| 27.  | Evelina Settlin       | 86     |
| 27.  | Kari Øyre Slind       | 86     |
| 29.  | Marthe Bjørnsgaard    | 84     |
| 29.  | Eveliina Piippo       | 84     |